# Jormungand (manga)
Pour les articles homonymes, voir Jormungand.
Jormungand (ヨルムンガンド, Yorumungando) est un manga de Keitarō Takahashi. Il a été prépublié entre 2006 et 2012 dans le magazine mensuel Monthly Sunday Gene-X de l'éditeur Shōgakukan et a été compilé en un total de onze volumes. La version française est publiée par Meian.
Une série télévisée d'animation a été produite par White Fox et diffusée entre avril et juin 2012. Une seconde saison intitulée Jormungand: Perfect Order a été diffusée d'octobre à décembre 2012. Les deux saisons sont licenciées par Dybex dans les pays francophones.

## Synopsis
Depuis la perte de ses parents, tués par une bombe, Jonah voue aux trafiquants d’armes une haine implacable. Cet enfant soldat taciturne décide pourtant de faire un bout de chemin avec Koko Hekmatyar, une jeune vendeuse d’armes excentrique qui parcourt le monde. Il devient ainsi le neuvième de ses subordonnés et intègre malgré son jeune âge l’équipe des Jörmungand.

## Personnages
Koko Hekmatyar (ココ·ヘクマティアル, Koko Hekumatiaru)
Voix japonaise : Shizuka Itou, voix française : Anny Vogel
Jonathan Mar (ジョナサン・マル, Jonasan Maru) / Jonah (ヨナ, Yona)
Voix japonaise : Mutsumi Tamura, voix française : Elise Gamet

## Manga
La série écrite et dessinée par Keitarō Takahashi a débuté en 2006 dans le magazine Monthly Sunday Gene-X, et le premier volume relié est publié le 17 novembre 2006 par Shōgakukan. Le dernier chapitre est publié le 29 janvier 2012, et le dernier volume est sorti le 19 avril 2012.
La version française est publiée par les éditions Meian.

### Liste des volumes
| no | Japonais         | Japonais          | Français          | Français          |
| no | Date de sortie   | ISBN              | Date de sortie    | ISBN              |
| --- | ---------------- | ----------------- | ----------------- | ----------------- |
| 1 | 17 novembre 2006 | 978-4-09-157069-7 | 6 août 2019       | 978-2-36877-854-8 |
| 2 | 19 avril 2007    | 978-4-09-157089-5 | 6 août 2019       | 978-2-36877-855-5 |
| 3 | 19 octobre 2007  | 978-4-09-157109-0 | 15 novembre 2019  | 978-2-36877-856-2 |
| 4 | 18 avril 2008    | 978-4-09-157128-1 | 15 novembre 2019  | 978-2-36877-857-9 |
| 5 | 30 octobre 2008  | 978-4-09-157150-2 | 20 février 2020   | 978-2-36877-858-6 |
| Extra : le tome 5 est sorti en édition limitée le 17 octobre 2008 accompagné d'un mini livre d'art (ISBN 9784091590633). |                  |                   |                   |                   |
| 6 | 17 avril 2009    | 978-4-09-157174-8 | 27 mai 2020       | 978-2-36877-859-3 |
| 7 | 19 octobre 2009  | 978-4-09-157190-8 | 29 juillet 2020   | 978-2-36877-860-9 |
| 8 | 19 mai 2010      | 978-4-09-157215-8 | 16 octobre 2020   | 978-2-36877-861-6 |
| 9 | 28 février 2011  | 978-4-09-157258-5 | 21 janvier 2021   | 978-2-36877-862-3 |
| 10 | 19 décembre 2011 | 978-4-09-157297-4 | 29 mars 2021      | 978-2-36877-863-0 |
| 11 | 19 avril 2012    | 978-4-09-157305-6 | 1er décembre 2021 | 978-2-36877-864-7 |

## Anime
L'adaptation en série télévisée d'animation a été annoncée en décembre 2011. Elle est produite par le studio White Fox avec une réalisation de Keitaro Motonaga et un scénario de Yousuke Kuroda, et est composée de deux saisons. La première a été diffusée du 10 avril au 26 juin 2012, et la seconde du 10 octobre au 26 décembre 2012.
Hors du Japon, la série est diffusée dans les pays francophones par Dybex et en téléchargement sur Wakanim. Elle est aussi diffusée en Amérique du Nord par Funimation Entertainment et au Royaume-Uni par Manga Entertainment.